# Muriel Casals i Couturier
Muriel Casals i Couturier (Avignon,  6 april 1945 – Barcelona, 14 februari 2016) was een Catalaanse econome en hoogleraar.

## Biografie
Casals werd geboren in 1945 in ballingschap in Avignon, uit een relatie van een Franse moeder en een Catalaanse politieke vluchteling na de Spaanse Burgeroorlog en de staatsgreep door dictator Francisco Franco. Tijdens een familiebezoek nam de Guardia Civil haar vaders papieren in beslag, zodat hij niet naar Frankrijk kon terugkeren. Haar jeugd heeft ze doorgebracht in Sabadell, toen een belangrijk centrum van de textielindustrie. Vanuit haar eigen Frans-Catalaanse jeugd en opvoeding begrijpt ze het gevoel van een dubbele culturele identiteit of nationaliteit van veel mensen goed.
Ze heeft economie aan de Autonome Universiteit van Barcelona gestudeerd. In 1981 behaalde ze de doctorstitel met een verhandeling over de gevolgen van de Eerste Wereldoorlog op de textiel- en wolindustrie.  Ze was gasthoogleraar aan de Universiteit van Edinburgh, de London School of Economics en de Universiteit van Wales in Bangor. Ze had een vaste column in het weekblad El Temps.
Als voorzitster van de cultuurvereniging Òmnium Cultural was Casals samen met Carme Forcadell i Lluís van de Assemblea Nacional Catalana de drijvende kracht achter de manifestatie van 11 september 2014, tijdens welke, al naargelang van de bron, één tot twee miljoen mensen in gele en rode T-shirts een elf kilometer lange Catalaanse vlag uitgebeeld hebben. Met haar charisma en diplomatische kracht heeft ze een grote rol gespeeld in de verzoening tussen de centrum rechtse partij Convergència Democràtica de Catalunya (CDC) en de links-republikeinse Esquerra Republicana de Catalunya (ERC), met als resultaat het kartel Junts pel Sí, een lijst waarop ze stond als onafhankelijke. Op 26 oktober 2015 werd ze verkozen als afgevaardigde van het Catalaans Parlement voor dat kartel. Vanaf 26 januari 2016 was ze voorzitster van de parlementscommissie voor het «grondwettelijk proces», die de toekomstige Catalaanse grondwet voorbereidt. Ze was het gezicht van de burgerbeweging die voor onafhankelijkheid opkwam.
Op 30 januari 2016 werd ze aangereden door een fietser. Op 14 februari 2016 overleed Muriel Casals i Couturier aan de verwondingen die ze bij dit ongeluk opliep.

## Werk
- L’Economia de Sabadell. Estructura, diagnòstic i perspectives (1983) (De economie van Sabadell: structuur, diagnose en vooruitzichten)
- La indústria a Catalunya. Tèxtil i confecció (1992, met anderen) (De industrie in Catalonië: textiel en confectie)
- La cultura, el mercat i la política (2000) (De cultuur, de markt en de politiek)
- “Women and Work in Catalonia: Is Catalonia Still a Working Society?” in: Eberhard Bort (red.), Networking Europe: Essays on Regionalism and Social Democracy. Liverpool, Liverpool University Press, 2000, ISBN 9780853239413
- Solving the “National” problems of Europe (2007)